# Curbigny
Curbigny és un municipi francès, situat al departament de Saona i Loira i a la regió de Borgonya - Franc Comtat. L'any 2007 tenia 308 habitants.

## Demografia

### Població
El 2007 la població de fet de Curbigny era de 308 persones. Hi havia 120 famílies, de les quals 24 eren unipersonals (12 homes vivint sols i 12 dones vivint soles), 48 parelles sense fills, 44 parelles amb fills i 4 famílies monoparentals amb fills.
La població ha evolucionat segons el següent gràfic:
Habitants censats

### Habitatges
El 2007 hi havia 135 habitatges, 120 eren l'habitatge principal de la família, 8 eren segones residències i 6 estaven desocupats. 131 eren cases i 4 eren apartaments. Dels 120 habitatges principals, 107 estaven ocupats pels seus propietaris, 7 estaven llogats i ocupats pels llogaters i 6 estaven cedits a títol gratuït; 9 tenien tres cambres, 29 en tenien quatre i 83 en tenien cinc o més. 91 habitatges disposaven pel capbaix d'una plaça de pàrquing. A 36 habitatges hi havia un automòbil i a 76 n'hi havia dos o més.

### Piràmide de població
La piràmide de població per edats i sexe el 2009 era:
| Homes | Edats   | Dones |
| ----- | ------- | ----- |
| 0     | 95 o +  | 0     |
| 0     | 90 a 94 | 0     |
| 0     | 85 a 89 | 2     |
| 1     | 80 a 84 | 2     |
| 3     | 75 a 79 | 4     |
| 4     | 70 a 74 | 6     |
| 10    | 65 a 69 | 8     |
| 10    | 60 a 64 | 8     |
| 16    | 55 a 59 | 11    |
| 14    | 50 a 54 | 14    |
| 12    | 45 a 49 | 10    |
| 13    | 40 a 44 | 13    |
| 11    | 35 a 39 | 13    |
| 11    | 30 a 34 | 9     |
| 9     | 25 a 29 | 6     |
| 4     | 20 a 24 | 6     |
| 10    | 15 a 19 | 14    |
| 14    | 10 a 14 | 9     |
| 12    | 5 a 9   | 12    |
| 7     | 0 a 4   | 5     |

## Economia
El 2007 la població en edat de treballar era de 207 persones, 152 eren actives i 55 eren inactives. De les 152 persones actives 145 estaven ocupades (83 homes i 62 dones) i 7 estaven aturades (2 homes i 5 dones). De les 55 persones inactives 29 estaven jubilades, 15 estaven estudiant i 11 estaven classificades com a «altres inactius».

### Ingressos
El 2009 a Curbigny hi havia 129 unitats fiscals que integraven 329 persones, la mediana anual d'ingressos fiscals per persona era de 18.049 €.

### Activitats econòmiques
Dels 9 establiments que hi havia el 2007, 2 eren d'empreses de fabricació d'altres productes industrials, 2 d'empreses de construcció, 3 d'empreses de comerç i reparació d'automòbils, 1 d'una empresa d'hostatgeria i restauració i 1 d'una empresa immobiliària.
Dels 3 establiments de servei als particulars que hi havia el 2009, 1 era un paleta, 1 lampisteria i 1 agència immobiliària.
L'any 2000 a Curbigny hi havia 14 explotacions agrícoles que ocupaven un total de 620 hectàrees.

## Poblacions més properes
El següent diagrama mostra les poblacions més properes.